# Antioco X
Antioco X Eusebe Filopatore (... – 93 a.C.) è stato un sovrano dell'Impero seleucide.
Figlio di Antioco IX Ciziceno, i suoi epiteti testimoniano il forte attaccamento al padre: il primo, Eusebes, era anche il titolo già appartenuto al padre; il secondo, Filopatore, significa tradotto letteralmente "affezionato al padre". Fin dalla sua ascesa si oppose alla spartizione che era stata effettuata in passato dei domini della famiglia: il suo primo passo in tal senso fu l'attacco vittorioso portato contro il cugino di secondo grado, Seleuco VI, nel 95 a.C., al fine di vendicarsi della recente morte del padre.
La vittoria conseguita gli consentì di fissare la propria capitale ad Antiochia di Siria e di controllare le regioni limitrofe, non ponendo fine tuttavia alle sue eterne dispute con i quattro fratelli di Seleuco VI, oltre che con i Nabatei e con i Parti.
La data della sua caduta è incerta: Giuseppe Flavio parla di una sua possibile morte in battaglia contro i Parti attorno al 90 a.C. (passando certamente il dominio di Antiochia nelle mani di Filippo I Filadelfo attorno a quella data), sebbene Appiano di Alessandria faccia invece riferimento ad una sua sconfitta contro il re armeno Tigrane II, che aveva invaso la Siria nell'83 a.C., non menzionando tuttavia alcuna notizia relativamente al lasso di tempo intercorso tra il 90 e l'83. Un figlio di Antioco X, Antioco XIII chiamato Asiatico, venne confermato sul trono di Siria come de facto re cliente di Roma da Lucio Licinio Lucullo, dopo la vittoria ottenuta da quest'ultimo su Tigrane.

## Ascendenza
|                  |               |                          | Genitori                               |  |  | Nonni |  |  | Bisnonni             |  |  | Trisnonni      |  |
|                  |               |                          |                                        |  |  |       |  |  | 8. Demetrio I Sotere |  |  | 16. Seleuco IV |  |
|                  |               |                          |                                        |  |  |       |  |  | 8. Demetrio I Sotere |  |  | 16. Seleuco IV |  |
|                  |               | 17. Laodice IV           |                                        |  |  |       |  |  | 8. Demetrio I Sotere |  |  |                |  |
| 4. Antioco VII   |               |                          |                                        |  |  |       |  |  | 8. Demetrio I Sotere |  |  |                |  |
|                  |               | 9. Laodice V             | 18. Seleuco IV (= 16.)                 |  |  |       |  |  |                      |  |  |                |  |
|                  |               | 9. Laodice V             | 18. Seleuco IV (= 16.)                 |  |  |       |  |  |                      |  |  |                |  |
|                  |               | 9. Laodice V             | 19. Laodice IV (= 17.)                 |  |  |       |  |  |                      |  |  |                |  |
| 2. Antioco IX    |               | 9. Laodice V             |                                        |  |  |       |  |  |                      |  |  |                |  |
|                  |               | 10. Tolomeo VI           | 20. Tolomeo V (= 12.)                  |  |  |       |  |  |                      |  |  |                |  |
|                  |               | 10. Tolomeo VI           | 20. Tolomeo V (= 12.)                  |  |  |       |  |  |                      |  |  |                |  |
|                  |               | 10. Tolomeo VI           | 21. Cleopatra I (= 13.)                |  |  |       |  |  |                      |  |  |                |  |
| 5. Cleopatra Tea |               | 10. Tolomeo VI           |                                        |  |  |       |  |  |                      |  |  |                |  |
|                  |               | 11. Cleopatra II         | 22. Tolomeo V (= 12., 20.)             |  |  |       |  |  |                      |  |  |                |  |
|                  |               | 11. Cleopatra II         | 22. Tolomeo V (= 12., 20.)             |  |  |       |  |  |                      |  |  |                |  |
|                  |               | 11. Cleopatra II         | 23. Cleopatra I (= 13., 21.)           |  |  |       |  |  |                      |  |  |                |  |
| 1. Antioco X     |               | 11. Cleopatra II         |                                        |  |  |       |  |  |                      |  |  |                |  |
|                  | 12. Tolomeo V | 24. Tolomeo IV           |                                        |  |  |       |  |  |                      |  |  |                |  |
|                  | 12. Tolomeo V | 24. Tolomeo IV           |                                        |  |  |       |  |  |                      |  |  |                |  |
|                  | 12. Tolomeo V | 25. Arsinoe III          |                                        |  |  |       |  |  |                      |  |  |                |  |
| 6. Tolomeo VIII  | 12. Tolomeo V |                          |                                        |  |  |       |  |  |                      |  |  |                |  |
|                  |               | 13. Cleopatra I          | 26. Antioco III                        |  |  |       |  |  |                      |  |  |                |  |
|                  |               | 13. Cleopatra I          | 26. Antioco III                        |  |  |       |  |  |                      |  |  |                |  |
|                  |               | 13. Cleopatra I          | 27. Laodice III                        |  |  |       |  |  |                      |  |  |                |  |
| 3. Cleopatra IV  |               | 13. Cleopatra I          |                                        |  |  |       |  |  |                      |  |  |                |  |
|                  |               | 14. Tolomeo VI (= 10.)   | 28. Tolomeo V (= 12., 20., 22.)        |  |  |       |  |  |                      |  |  |                |  |
|                  |               | 14. Tolomeo VI (= 10.)   | 28. Tolomeo V (= 12., 20., 22.)        |  |  |       |  |  |                      |  |  |                |  |
|                  |               | 14. Tolomeo VI (= 10.)   | 29. Cleopatra I (= 13., 21., 23.)      |  |  |       |  |  |                      |  |  |                |  |
| 7. Cleopatra III |               | 14. Tolomeo VI (= 10.)   |                                        |  |  |       |  |  |                      |  |  |                |  |
|                  |               | 15. Cleopatra II (= 11.) | 30. Tolomeo V (= 12., 20., 22., 28.)   |  |  |       |  |  |                      |  |  |                |  |
|                  |               | 15. Cleopatra II (= 11.) | 30. Tolomeo V (= 12., 20., 22., 28.)   |  |  |       |  |  |                      |  |  |                |  |
|                  |               | 15. Cleopatra II (= 11.) | 31. Cleopatra I (= 13., 21., 23., 29.) |  |  |       |  |  |                      |  |  |                |  |
|                  |               | 15. Cleopatra II (= 11.) |                                        |  |  |       |  |  |                      |  |  |                |  |